# Olios pulchripes
Olios pulchripes är en spindelart som först beskrevs av Tord Tamerlan Teodor Thorell 1899.  Olios pulchripes ingår i släktet Olios och familjen jättekrabbspindlar.
Artens utbredningsområde är Kamerun. Inga underarter finns listade i Catalogue of Life.